# Tour First
De Tour First, voorheen Tour UAP (1974-1998) en Tour AXA (1998-2007), is een kantoorgebouw en wolkenkrabber in Courbevoie, La Défense, het zakendistrict van de agglomeratie Parijs.
De wolkenkrabber werd in 1974 gebouwd door Bouygues, voor de verzekeraar UAP. Het gebouw was toen 159 meter hoog. Het vloerplan was een driepuntige ster, met punten van 120° ten opzichte van elkaar. Deze vorm symboliseerde de samenvoeging van de drie verzekeringsmaatschappijen die samengegaan waren in UAP. Toen UAP in 1996 gekocht werd door AXA werd de naam van het gebouw veranderd in Tour AXA.
Van 2007 tot 2011 vond er een grootscheepse renovatie plaats. Het uiterlijk van de wolkenkrabber veranderde volledig en ook werd de toren hoger. De naam werd veranderd in Tour First. Het gebouw is na de verbouwing 225 meter hoog en inclusief de spits 231 meter. Het totale vloeroppervlak in het gebouw is 86.707 m². Het is de hoogste wolkenkrabber in Frankrijk.

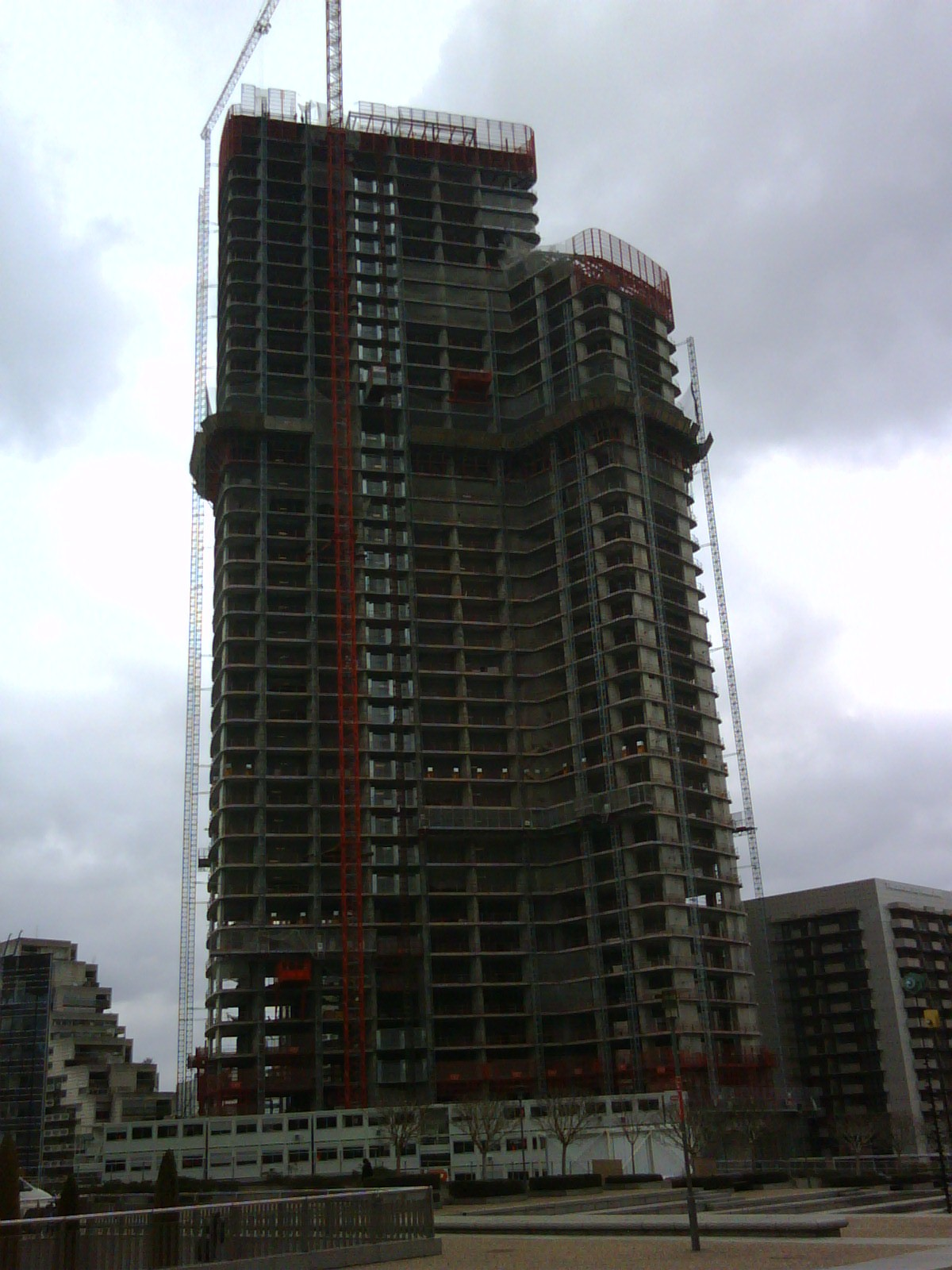
Verbouwing in 2008